# Esteban Salazar Chapela
Esteban Salazar Chapela (Málaga, 24 de octubre de 1900 - Londres, 19 de febrero de 1965) fue un periodista y escritor español.

## Biografía
Nacido el 24 de octubre de 1900. Tras aprobar el bachillerato con muy buenas notas, se matriculó en la Escuela Normal de Maestros. En 1919 se desplazó a Barcelona para matricularse en la Universidad, en los estudios de Historia. En 1925 y a falta de un par de asignaturas para terminar la carrera se fue a Madrid, ciudad en la que residió varios años y donde colaboró en las publicaciones más prestigiosas de la época. En 1933 contrajo matrimonio con una ciudadana británica. Tras el estallido de la guerra civil, en enero de 1937 partió para Valencia, en aquel momento capital de facto del Estado republicano. Tras diversos problemas con algunos miembros del Partido Comunista, especialmente con José Renau, habida cuenta de su colaboración con Hora de España, solicitó el ingreso en el cuerpo diplomático y en junio de 1937 tomó posesión como cónsul de España en Escocia. En febrero de 1939 partió para Londres con su mujer, donde la familia de su esposa les acogió. En 1941 comenzó a trabajar para la BBC, cargo que compaginó con el de lector de español en la Universidad de Cambridge.
Falleció en Londres, víctima de una septicemia, el 19 de febrero de 1965.

## Obras
Colaborador asiduo de diversos medios madrileños durante la década de los veinte y treinta, como El Sol y La Voz y de las revistas La Gaceta Literaria y Revista de Occidente, se reveló como novelista en 1931 con Pero sin hijos. 
Durante la guerra civil trabajó en el Servicio Español de Información, del Ministerio de Propaganda, una experiencia que relató en su novela En aquella Valencia (1995). En 1937 fue nombrado cónsul de la República en Glasgow, ciudad en la que se encontraba cuando finalizó la contienda. De allí se trasladó a Londres, donde transcurrió su exilio. Durante la Segunda Guerra Mundial fue cronista de la BBC, y, entre 1941 y 1943, ejerció la docencia como lector en la Universidad de Cambridge. 
Desde su creación en 1944 fue secretario del Instituto Español de Londres, centro financiado por el Gobierno de la República en el exilio. Fuera de España se consagró como narrador. En 1947 publicó Perico en Londres, crónica del exilio republicano en Gran Bretaña. Desnudo en Picadilly vio la luz en 1959. Sus Cartas de Londres, artículos en los que comentó la vida cultural, social y política del Reino Unido y noticias sobre temas españoles e hispanoamericanos en aquel país, se publicaron en los principales periódicos de México, Caracas, Buenos Aires, Santiago de Chile y La Habana. También colaboró en revistas literarias y culturales como Cuadernos Americanos (México), Asomante (Puerto Rico) o Cuadernos del Congreso por la Libertad de la Cultura (París), donde publicó algunos de sus cuentos y relatos breves. En 1966, un año después de su fallecimiento, vio la luz su novela Después de la bomba.